# IC 1321
IC 1321 је спирална галаксија у сазвјежђу Јарац која се налази на листи објеката дубоког неба у Индекс каталогу.
Деклинација објекта је - 18° 17' 31" а ректасцензија 20h 28m 11,0s. Привидна величина (магнитуда) објекта IC 1321 износи 14,4 а фотографска магнитуда 15,2. IC 1321 је још познат и под ознакама ESO 596-43, MCG -3-52-11, PGC 64751.